# Autriche aux Jeux olympiques d'hiver de 2006
Cet article contient des informations sur la participation et les résultats de l'Autriche aux Jeux olympiques d'hiver de 2006 à Turin en Italie. Elle était représentée par 82 athlètes.

## Médailles
|          | Médaille d'or | Médaille d'argent | Médaille de bronze | Total |
| -------- | ------------- | ----------------- | ------------------ | ----- |
| Autriche | 9             | 7                 | 7                  | 23    |

- Liste des vainqueurs d'une médaille (par ordre chronologique)
  - Felix Gottwald  en combiné nordique individuel H (K95 / 15 km) Résultats
  - Michael Walchhofer  en ski alpin descente H Résultats
  - Rainer Schönfelder  en ski alpin combiné H Résultats
  - Michaela Dorfmeister  en ski alpin descente F Résultats
  - Andreas Linger et Wolfgang Linger  en luge double H Résultats
  - Michael Gruber, Christoph Bieler, Felix Gottwald et Mario Stecher  en combiné nordique par équipe Résultats
  - Hermann Maier  en ski alpin Super G H Résultats
  - Marlies Schild  en ski alpin combiné F Résultats
  - Thomas Morgenstern  en saut à ski grand tremplin (k125) Résultats
  - Andreas Kofler  en saut à ski grand tremplin (k125) Résultats
  - Benjamin Raich  en ski alpin slalom géant H Résultats
  - Hermann Maier  en ski alpin slalom géant H Résultats
  - Michaela Dorfmeister  en ski alpin Super G F Résultats
  - Alexandra Meissnitzer  en ski alpin Super G F Résultats
  - Andreas Widhölzl, Andreas Kofler, Martin Koch et Thomas Morgenstern  en saut à ski par équipe Résultats
  - Felix Gottwald  en combiné nordique en sprint Résultats
  - Siegfried Grabner  en snowboard slalom géant parallèle Résultats
  - Nicole Hosp  en ski alpin en slalom F Résultats
  - Marlies Schild  en ski alpin en slalom F Résultats
  - Benjamin Raich  en ski alpin en slalom H Résultats
  - Reinfried Herbst  en ski alpin en slalom H Résultats
  - Rainer Schönfelder  en ski alpin en slalom H Résultats
  - Mikhail Botvinov  en ski de fond sur 50 km libe H Résultats

## Épreuves

### Biathlon
10km Sprint H
- Ludwig Gredler
- Daniel Mesotitsch
- Wolfgang Perner
- Friedrich Pinter
- Wolfgang Rottmann
- Christoph Sumann

20km H
- Ludwig Gredler
- Daniel Mesotitsch
- Wolfgang Perner
- Friedrich Pinter
- Wolfgang Rottmann
- Christoph Sumann

Relais 4×7,5km H
- Ludwig Gredler
- Daniel Mesotitsch
- Wolfgang Perner
- Friedrich Pinter
- Wolfgang Rottmann
- Christoph Sumann

### Bobsleigh
Bob à deux
- Gerhard Koehler
- Juergen Loacker
- Wolfgang Stampfer
- Klaus Seelos
- Hans Peter Welz

Bob à quatre
- Gerhard Koehler
- Andreas Proeller
- Wolfgang Stampfer
- Klaus Seelos
- Hans Peter Welz

### Combiné nordique
Individuel H
- Christoph Bieler
- Felix Gottwald
- Bernhard Gruber
- Michael Gruber
- David Kreiner
- Mario Stecher

Par équipe H
- Christoph Bieler
- Felix Gottwald
- Bernhard Gruber
- Michael Gruber
- David Kreiner
- Mario Stecher

Sprint individuel H
- Christoph Bieler
- Felix Gottwald
- Bernhard Gruber
- Michael Gruber
- David Kreiner
- Mario Stecher

### Luge
Simple H
- Markus Kleinheinz
- Reiner Margreiter
- Daniel Pfister

Simple F
- Veronika Halder
- Sonja Manzenreiter
- Nina Reithmayer

Simple H
- Andreas Linger et Wolfgang Linger
- Markus Schiegl et Tobias Schiegl

### Patinage artistique
Hommes
- Viktor Pfeifer

### Patinage de vitesse
1000m F
- Anna Natalia Rokita

1500m F
- Anna Natalia Rokita

3000m F
- Anna Natalia Rokita

### Saut à ski
Individuel K90 H
- Martin Hoellwarth
- Martin Koch
- Andreas Kofler
- Wolfgang Loitzl
- Thomas Morgenstern
- Andreas Widhoelzl

Individuel K120 H
- Martin Hoellwarth
- Martin Koch
- Andreas Kofler
- Wolfgang Loitzl
- Thomas Morgenstern
- Andreas Widhoelzl

Par équipe H
- Martin Hoellwarth
- Martin Koch
- Andreas Kofler
- Wolfgang Loitzl
- Thomas Morgenstern
- Andreas Widhoelzl

### Ski acrobatique
Bosses F
- Margarita Marbler

### Ski alpin
Combiné H
- Reinfried Herbst
- Mario Matt
- Benjamin Raich
- Rainer Schoenfelder
- Michael Walchhofer

Descente H
- Andreas Buder
- Stephan Goergl
- Christoph Gruber
- Reinfried Herbst
- Klaus Kröll
- Hermann Maier
- Mario Matt
- Benjamin Raich
- Hannes Reichelt
- Rainer Schoenfelder
- Fritz Strobl
- Michael Walchhofer

Slalom géant H
- Stephan Goergl
- Christoph Gruber
- Reinfried Herbst
- Hermann Maier
- Mario Matt
- Manfred Pranger
- Benjamin Raich
- Hannes Reichelt
- Rainer Schoenfelder
- Michael Walchhofer

Slalom H
- Reinfried Herbst
- Mario Matt
- Manfred Pranger
- Benjamin Raich
- Rainer Schoenfelder
- Michael Walchhofer

Super-G H
- Andreas Buder
- Stephan Goergl
- Christoph Gruber
- Reinfried Herbst
- Klaus Kröll
- Hermann Maier
- Mario Matt
- Manfred Pranger
- Benjamin Raich
- Hannes Reichelt
- Rainer Schoenfelder
- Fritz Strobl
- Michael Walchhofer

Combiné F
- Andrea Fischbacher
- Elisabeth Görgl
- Renate Götschl
- Nicole Hosp
- Michaela Kirchgasser
- Marlies Schild
- Kathrin Zettel

Descente F
- Michaela Dorfmeister
- Andrea Fischbacher
- Elisabeth Görgl
- Renate Götschl
- Nicole Hosp
- Michaela Kirchgasser
- Alexandra Meissnitzer
- Marlies Schild
- Kathrin Zettel

Slalom géant F
- Michaela Dorfmeister
- Andrea Fischbacher
- Elisabeth Görgl
- Renate Götschl
- Nicole Hosp
- Michaela Kirchgasser
- Alexandra Meissnitzer
- Marlies Schild
- Kathrin Zettel

Slalom F
- Andrea Fischbacher
- Elisabeth Görgl
- Renate Götschl
- Nicole Hosp
- Michaela Kirchgasser
- Marlies Schild
- Kathrin Zettel

Super-G F
- Michaela Dorfmeister
- Andrea Fischbacher
- Elisabeth Görgl
- Renate Götschl
- Nicole Hosp
- Michaela Kirchgasser
- Alexandra Meissnitzer
- Marlies Schild
- Kathrin Zettel

### Ski de fond
15km classique H
- Mikhail Botvinov
- Roland Diethard
- Johannes Eder
- Christian Hoffmann
- Juergen Pinter
- Martin Tauber

30km poursuite H 
- Mikhail Botvinov
- Roland Diethard
- Johannes Eder
- Christian Hoffmann
- Juergen Pinter
- Martin Tauber

50km libre H
- Mikhail Botvinov
- Roland Diethard
- Johannes Eder
- Christian Hoffmann
- Juergen Pinter
- Martin Tauber

Sprint H
- Martin Stockinger
- Thomas Stoeggl
- Harald Wurm

Relais 4×10km H
- Mikhail Botvinov
- Roland Diethard
- Johannes Eder
- Christian Hoffmann
- Juergen Pinter
- Martin Tauber

Sprint par équipe H
- Martin Stockinger
- Thomas Stoeggl
- Harald Wurm

### Skeleton
- Markus Penz
- Martin Rettl

### Snowboard
Slalom géant parallèle H
- Siegfried Grabner
- Alexander Maier
- Andreas Prommegger
- Harald Walder

Cross H
- Mario Fuchs
- Lukas Gruener
- Dieter Krassnig
- Markus Schairer
- Hans Joerg Unterrainer

Slalom géant parallèle F
- Doris Guenther
- Marion Kreiner
- Doresia Krings
- Heidi Krings
- Manuela Riegler

Cross F
- Doris Guenther
- Doresia Krings
- Susanne Moll
- Manuela Riegler